# تركي خانه
تركي خانه هو مسلسل تلفزيوني عراقي عرض في رمضان عام 2014.

## الممثلون
- زهور علاء
- ماجد ياسين
- بشرى إسماعيل
- علي جابر